# Geschichte der Niederländischen Marine

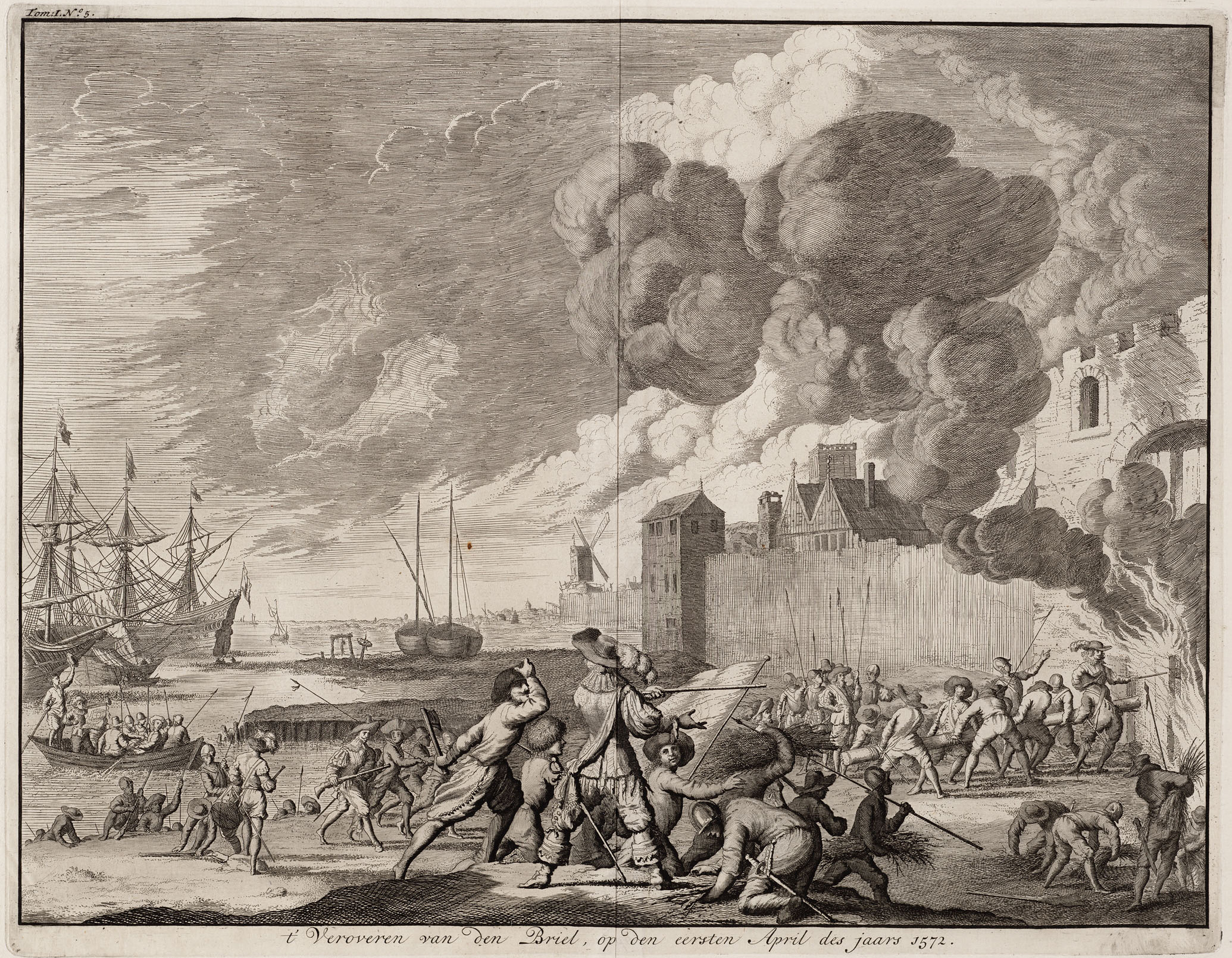
Mit der Eroberung von Brielle gelang den Wassergeusen 1572 der erste Erfolg im Niederländischen Unabhängigkeitskrieg

Die Geschichte der Niederländischen Marine umfasst die Marinegeschichte der vormaligen Republik der Sieben Vereinigten Provinzen, der Batavischen Republik und des Königreichs der Niederlande. Die Niederländische Marine war im 17. Jahrhundert eine der ersten großen Seemächte der Neuzeit. Nach dem Untergang der Republik sank die Flotte des Königreichs im 19. Jahrhundert zu einer Seemacht zweiten bzw. dritten Ranges herab. Für die 1815 gegründete Koninklijke Nederlandse Zeemacht setzte sich ab 1905 die Bezeichnung Koninklijke Marine durch.

## Anfänge und Goldenes Zeitalter

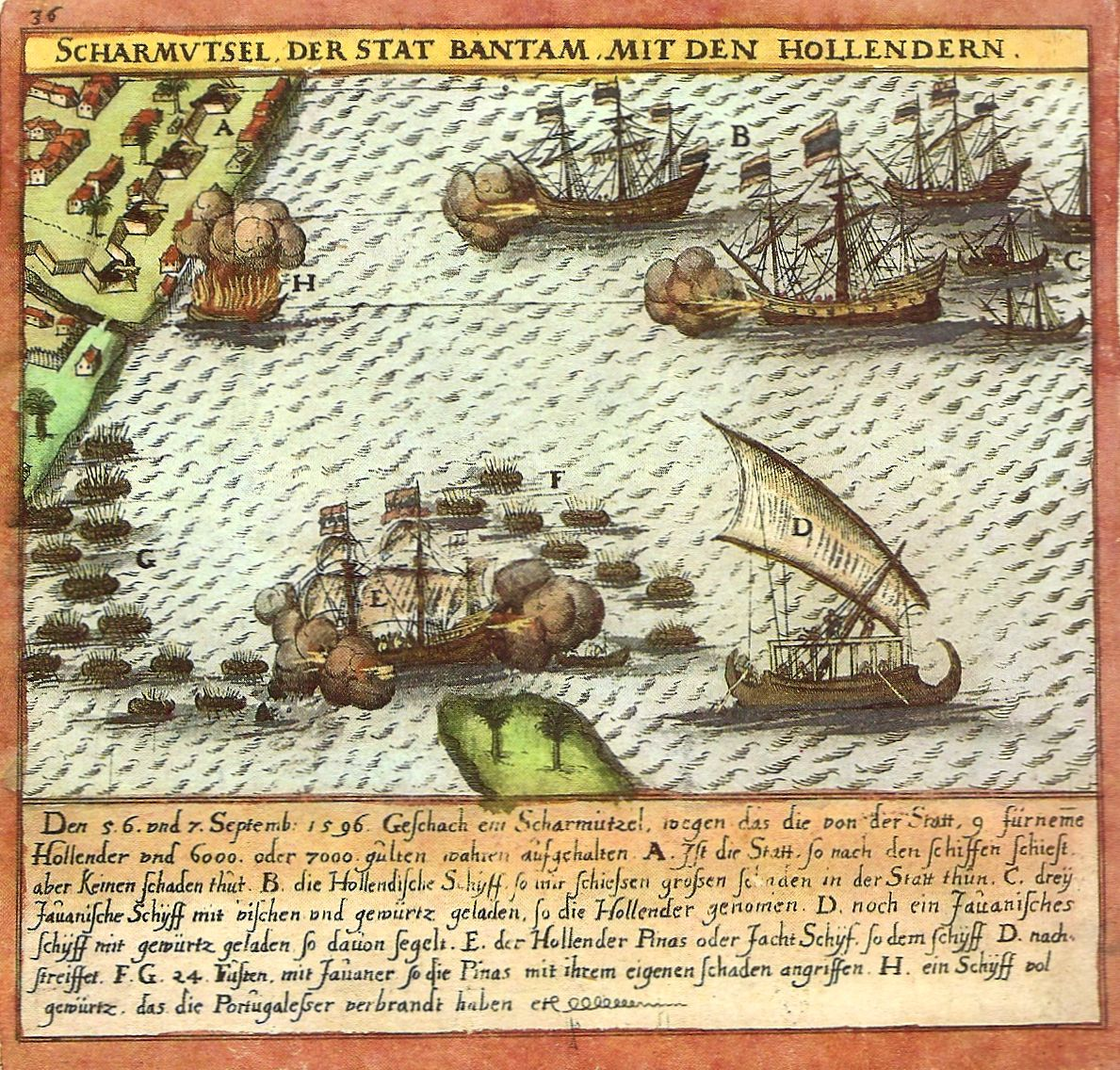
Mit der Ankunft in Bantam auf Java brach Kapitän de Houtman 1596 das portugiesische Gewürzmonopol in Ostindien

Entstanden aus den Wassergeusen des Niederländischen Unabhängigkeitskrieges und den damals gebildeten fünf (z. T. rivalisierenden) Admiralitäten (Rotterdam, Amsterdam, Zeeland, Nordholland und Friesland) brachen niederländische Flotten die spanische und portugiesische Herrschaft auf allen Weltmeeren (Niederländisch-Spanischer Krieg und Niederländisch-Portugiesischer Krieg, vor allem die Seeschlachten bei Gibraltar 1607 und bei den Downs 1639). Niederländische Schiffe dominierten nicht nur den Sklavenhandel im Atlantik, sondern auch den allgemeinen Handel im Mittelmeer (Smyrna-Konvois), in der Ostsee und mit Japan (Monopol in Deshima). In der Mitte des 17. Jahrhunderts verfügte die Republik der vereinigten Niederlande über die größte Handelsflotte und die stärkste Kriegsflotte der Welt. Damals umfasste allein die Handelsflotte 16.000 bzw. 35.000 größere und kleinere Schiffe (einschließlich der Schiffe der Niederländischen Ostindien-Kompanie und der Niederländischen Westindien-Kompanie) – das waren zwei Drittel bzw. vier Fünftel aller Handelsschiffe weltweit. Weitere 2.000 größere und kleinere Handels- und Kriegsschiffe wurden jedes Jahr gebaut. Jährlich heuerten 70.000 Seeleute und Matrosen an, darunter zahlreiche Deutsche.
Dann jedoch wurde die Niederländische Marine in ständige Bündniswechsel mit anderen Seemächten und Kämpfe gegen ständig wechselnde Gegner verwickelt, die die maritime Vorherrschaft der Niederlande schließlich brachen: zunächst mit England gegen Spanien und Portugal; dann mit England, Frankreich und Portugal gegen Spanien; dann mit Frankreich gegen England und Portugal; dann mit England und Schweden gegen Frankreich, dann mit Spanien gegen Frankreich und England; und danach mit England und Spanien gegen Frankreich und Schweden. In drei Englisch-Niederländischen Seekriegen errang die niederländische Marine gegen die Royal Navy einige Siege, bis zum Tod des legendären Admirals Michiel de Ruyter (1676) auch im Französisch-Niederländischen Krieg. Eine französische Seeherrschaft konnten vereinte englisch-niederländische Flotten in den Seeschlachten von Barfleur und La Hougue (1692) verhindern.
Eine der profitabelsten Verbindungen des niederländischen Seehandels war jene in die Ostsee. Von dort kam u. a. ein Großteil des benötigten Bauholzes und des Hanfes für die Takelage der niederländischen Schiffe. Mitte des 17. Jahrhunderts betrug die Zahl niederländischer Schiffe in der Ostsee das Zwanzigfache aller anderen Nationen. Um die Kontrolle über den Ostseehandel zu behaupten, schlossen die Niederlande vom Dreißigjährigen Krieg bis zum Großen Nordischen Krieg stets wechselnde Bündnisse mit Schweden und Dänemark: zunächst mit Dänemark und England gegen den deutschen Kaiser, dann mit Schweden gegen Dänemark; danach mit Dänemark und Polen gegen Schweden; mit Schweden und England gegen Frankreich; wieder mit Dänemark und Brandenburg gegen Schweden und Frankreich; danach mit Schweden gegen Frankreich und Dänemark, schließlich erst mit Schweden und England gegen Dänemark und Russland, dann aber mit Dänemark und England gegen Schweden. Meist blieb die Kriegspartei, die von der niederländischen Kriegsflotte unterstützt wurde, siegreich.
Niederländische Kriegsschiffe wurden auch zum Vorbild und zur „Starthilfe“ für andere Seestreitkräfte. Da der Schiffbau in den Niederlanden preiswerter war als im Rest Europas, wurden viele Schiffe dort bestellt, gekauft oder gemietet. Sie fuhren dann für Venedig, Genua, Frankreich, Schweden und Brandenburg-Preußen. Doch auch in schwedischen Werften arbeiteten niederländische Schiffsbauer, und in der schwedischen Marine dienten zahlreiche niederländische Seeoffiziere. Der Große Kurfürst ließ zunächst zwei Schiffe in Holland bauen, 1675 vermietete der Reeder Benjamin Raule 10 Fregatten an Brandenburg-Preußen und daraus entwickelte sich die Kurbrandenburgische Marine. Während des Schonenkrieges war der niederländische Admiral Cornelis Tromp 1674/79 auch Oberbefehlshaber der dänisch-norwegischen Flotte. Russlands Zar Peter I. (Russland) sammelte während seiner Große Gesandtschaft 1697/98 auf einer niederländischen Werft in Zaandam selbst Erfahrungen als Schiffszimmermann, der niederländische Kapitän Cornelius Cruys wurde 1698 sein oberster Marineberater und erster Befehlshaber der russischen Ostseeflotte.

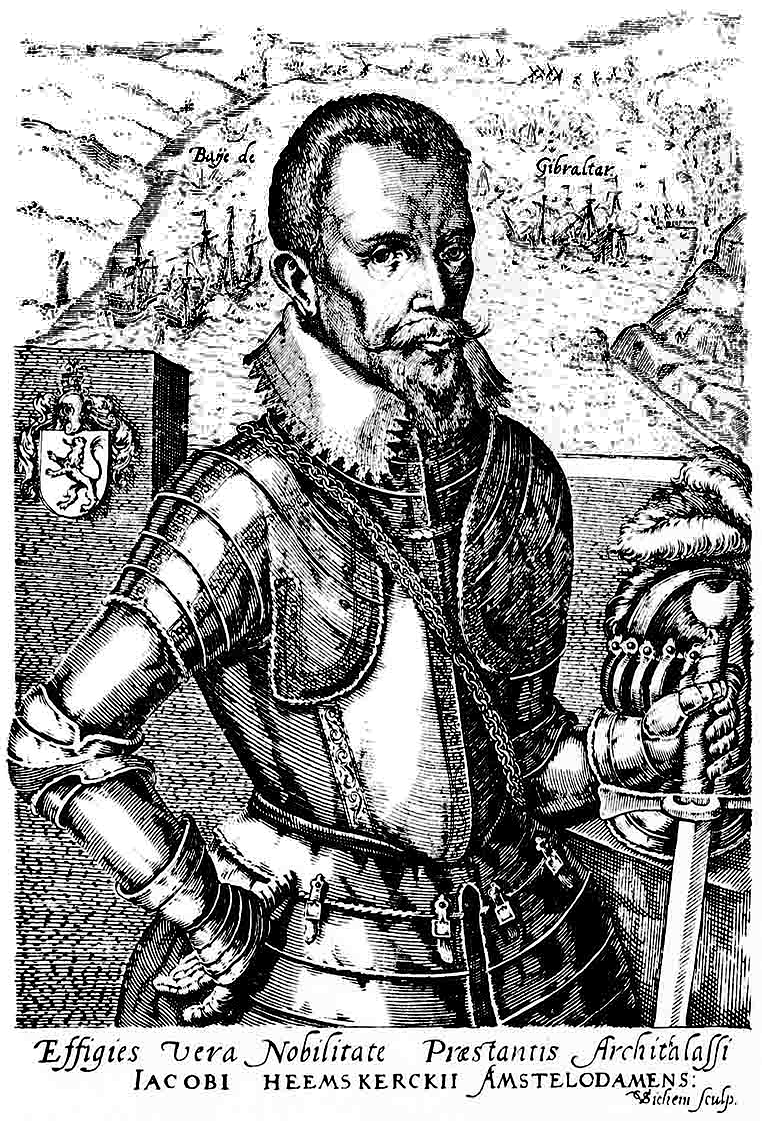
Admiral van Heemskerk fiel 1607 in der Schlacht bei Gibraltar im Kampf gegen die Spanier
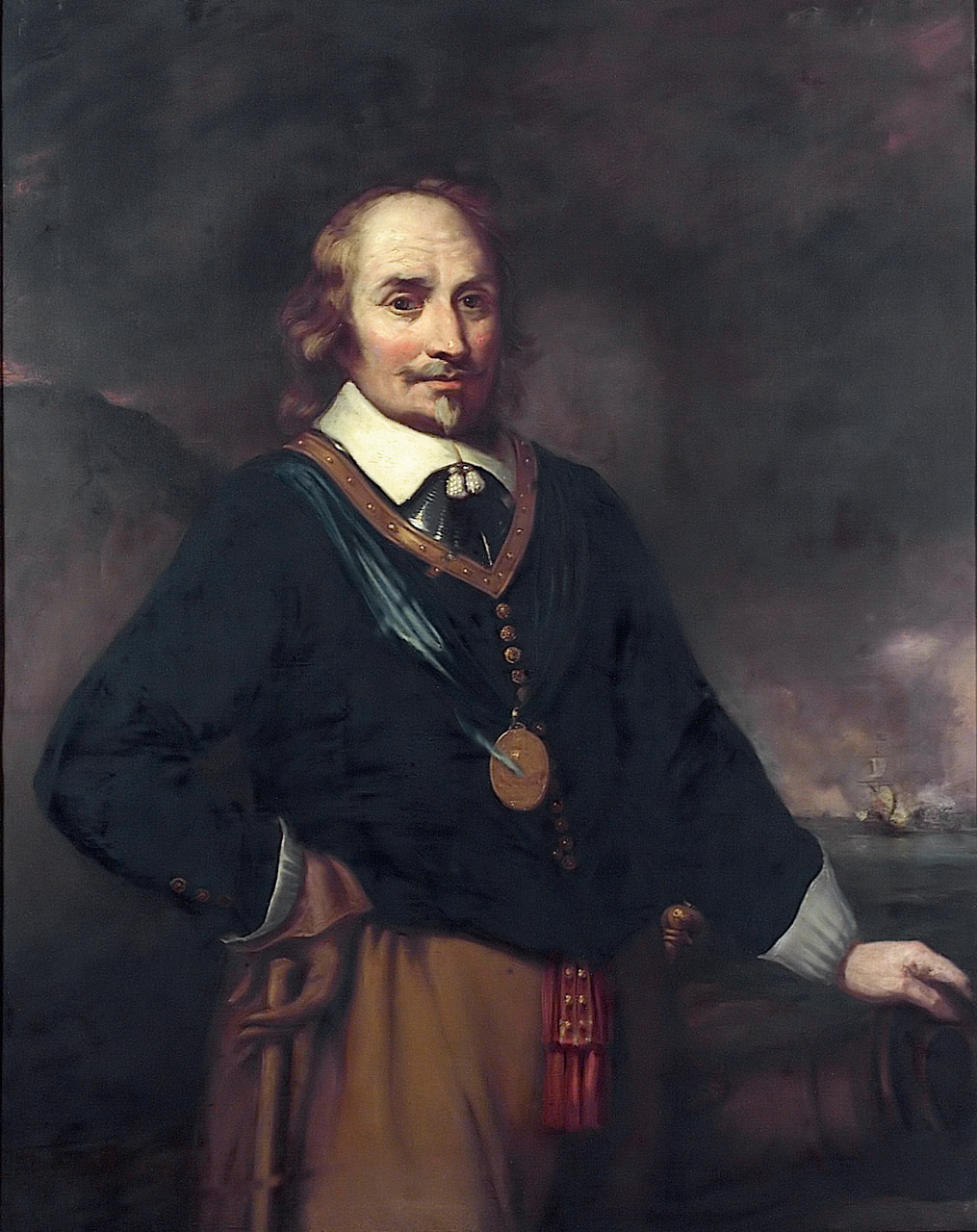
Admiral Tromp fiel 1653 in der Seeschlacht bei Scheveningen im Kampf gegen die Engländer
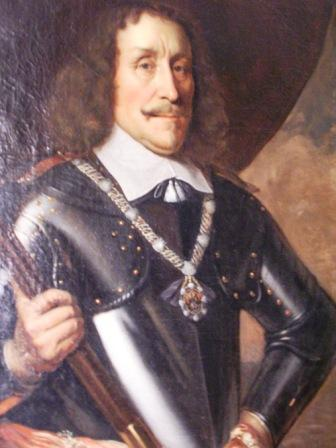
Admiral de With fiel 1658 in der Seeschlacht vorm Öresund im Kampf gegen die Schweden
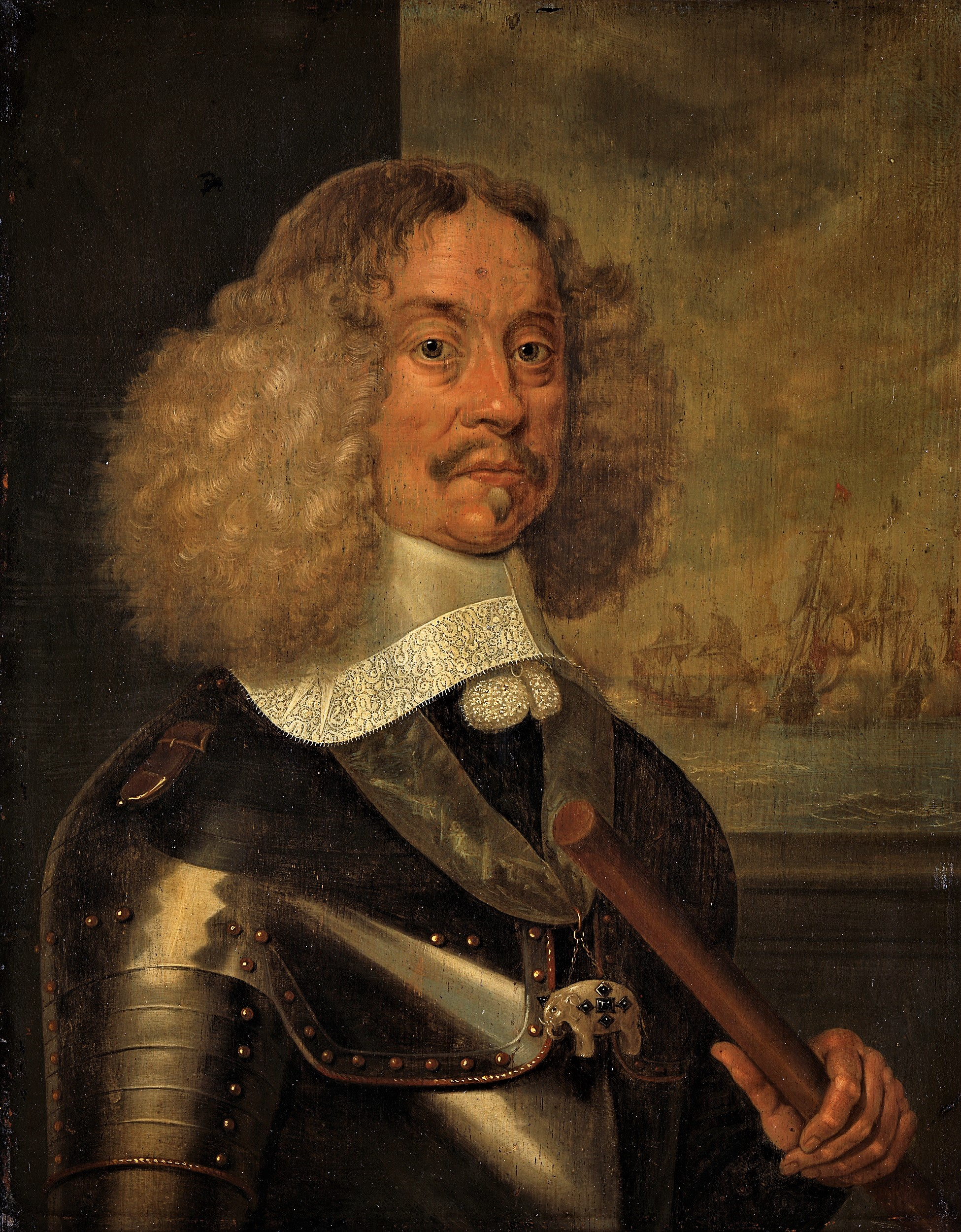
Admiral Obdam fiel 1665 in der Seeschlacht bei Lowestoft im Kampf gegen die Engländer
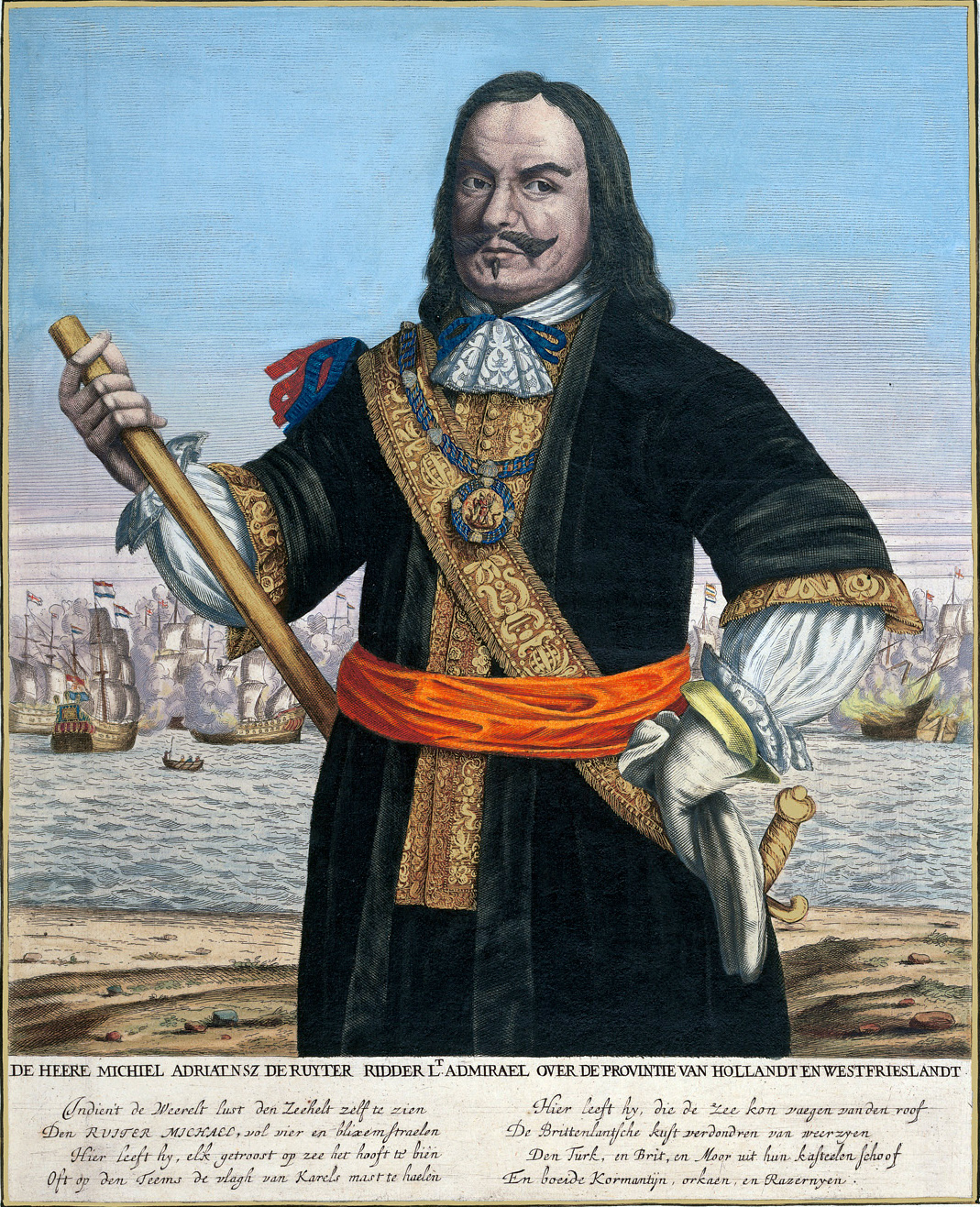
Admiral de Ruyter fiel 1676 in der Seeschlacht bei Augusta im Kampf gegen die Franzosen

## Niedergang

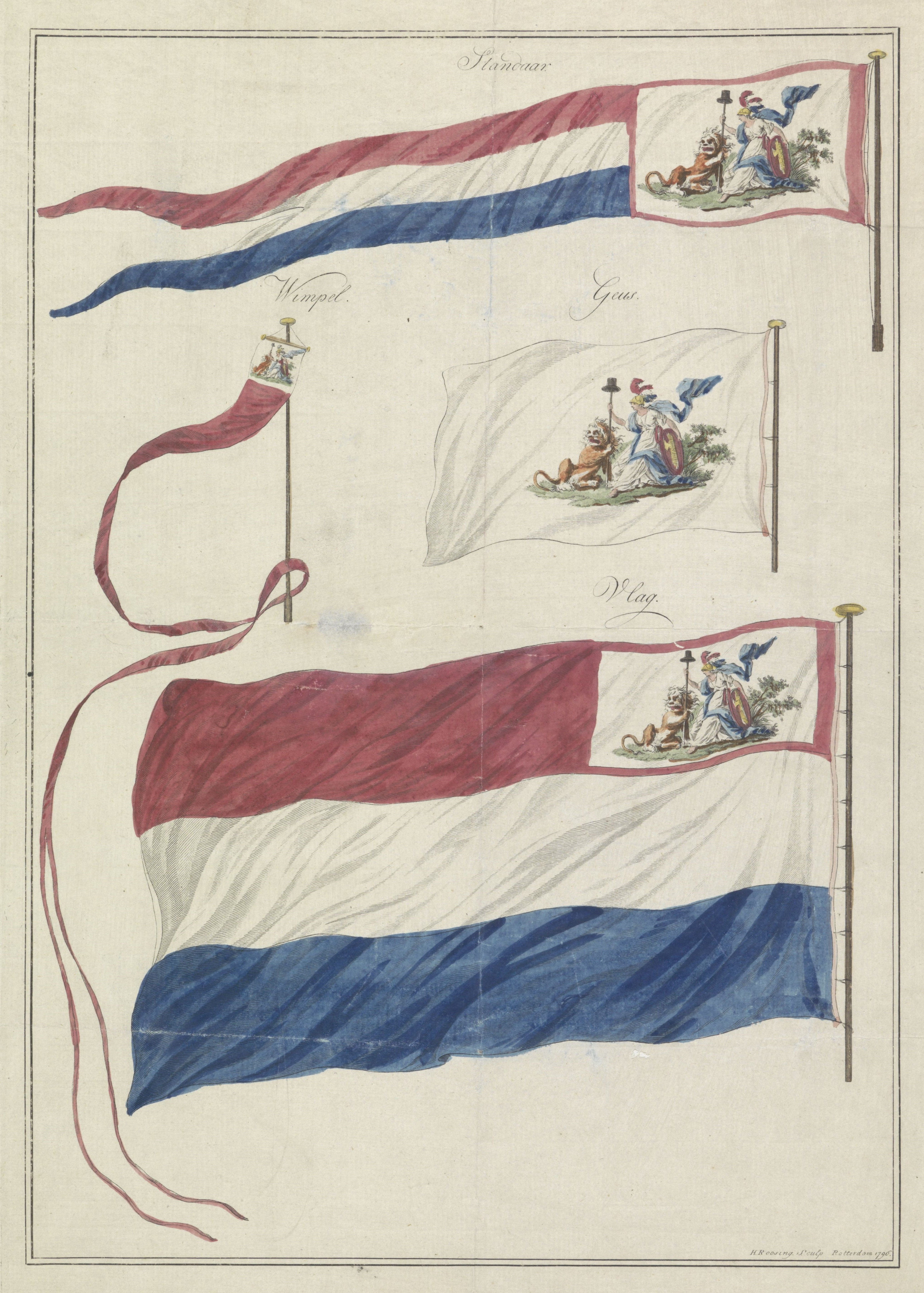
Flagge und Gösch der Batavischen Republik und ihrer Kriegsmarine 1795–1806

Nach dem Ende der englisch-niederländischen Personalunion (1702) verfiel die niederländische Marine allmählich, doch unternahm sie wiederholt Angriffe auf die nordafrikanischen Barbareskenstaaten und blieb noch bis Ende des 18. Jahrhunderts bedeutend. Doch trotz Admiral Zoutmans Erfolg in der Schlacht auf der Doggerbank (1781) war sie nicht mehr in der Lage, die niederländischen Kolonien aus eigener Kraft zu schützen – nicht zuletzt deshalb, weil der Großteil der Admiralität zur Adelspartei der probritischen Oranier hielt (Orangisten). Die Briten besetzten 1781–1784 zahlreiche Niederländische Besitzungen an der Goldküste und in Ostindien; nur mit französischer Hilfe konnte die Kapkolonie verteidigt und Ceylon zurückerobert werden. Die Anhänger der Oranier verhinderten jedoch ein Zusammenwirken der niederländischen mit der französischen Marine, und als Frankreich 1783 aus dem Krieg ausschied, mussten die Niederlande 1784 einen ungünstigen Frieden schließen, der auch innerhalb der Admiralität den Konflikt zwischen Oraniern und „Patrioten“ noch verstärkte.
Wegen der Übergabe der Niederländischen Flotte an Frankreich (1795) wurde sie in die Revolutions- und Napoleonischen Kriege verwickelt. Von den 1790 noch vorhandenen 44 Linienschiffen und 43 Fregatten erbeutete oder versenkte die britische Royal Navy allein in der Kapitulation in der Saldanhabucht (1796), der Seeschlacht bei Camperduin (1797) und der Kapitulation im Vlieter (1799) mindestens 30. Die verbliebenen Schiffe beschossen 1803 Tripolis und wehrten 1804 einen britischen Angriff auf das französische Cap Gris-Nez ab. Die Kapkolonie ging jedoch 1806 endgültig verloren. Unter französischem Einfluss wurden die fünf rivalisierenden Admiralitäten durch eine zentrale Admiralität ersetzt, später wurde daraus ein Marineministerium.

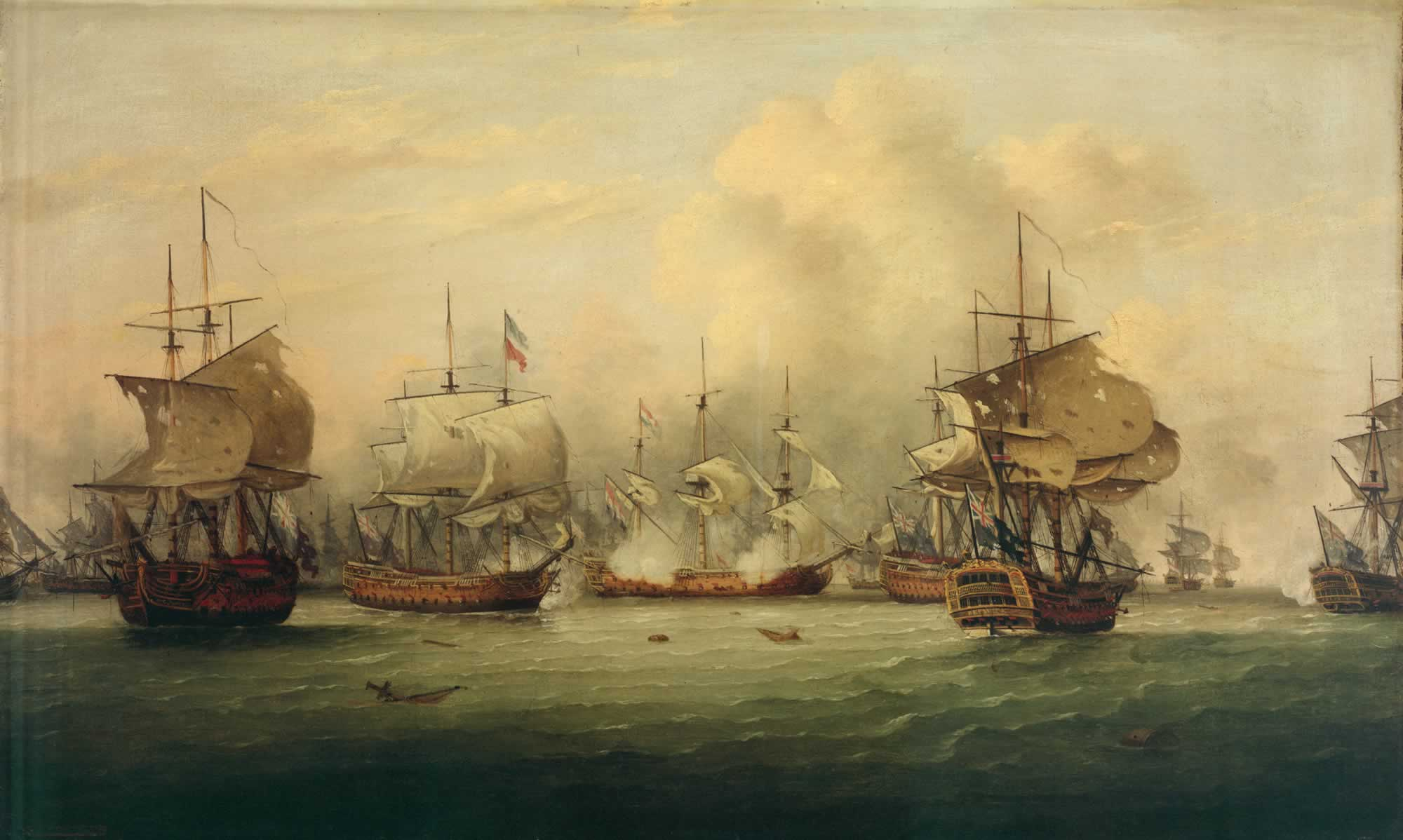
Gegen die Royal Navy erzielte die niederländische Marine auf der Doggerbank 1781 einen letzten Erfolg
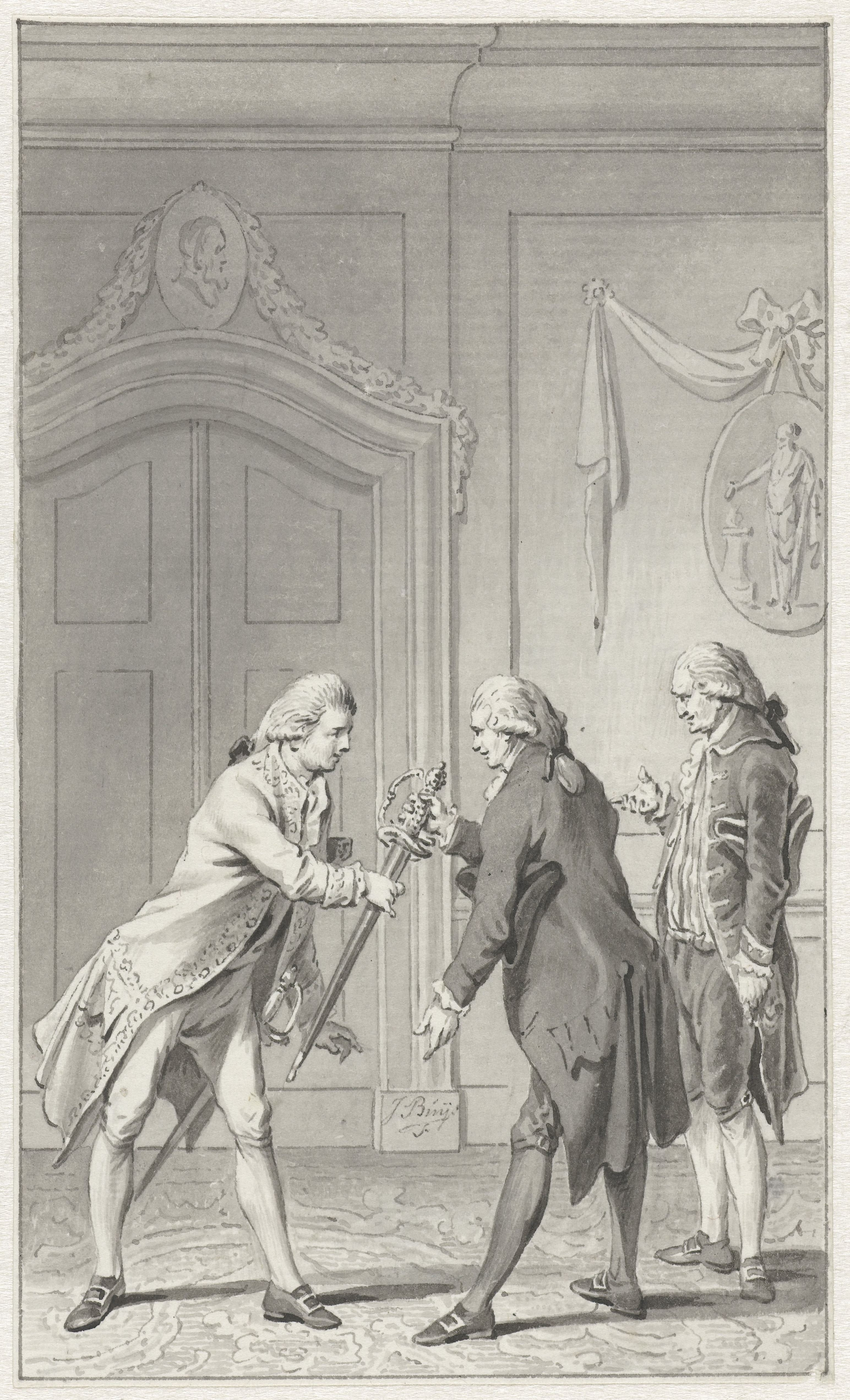
Für die Verteidigung ihrer Kolonien schenken die Niederländer Frankreichs Admiral Suffren 1783 einen goldenen Säbel
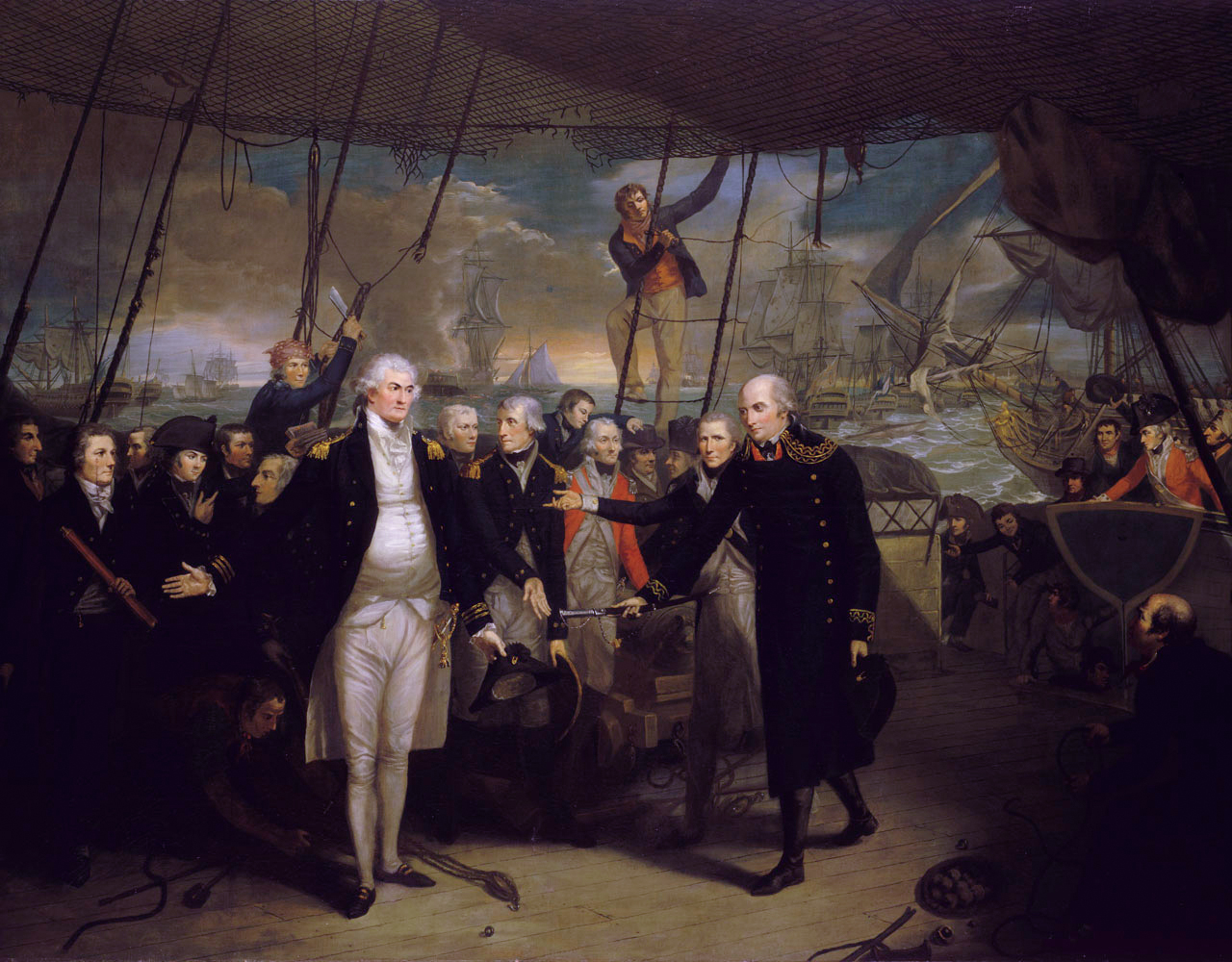
Admiral de Winter kapituliert 1797 in der Schlacht bei Camperduin und übergibt seinen Säbel den Briten

## Königliche Marine ab 1815

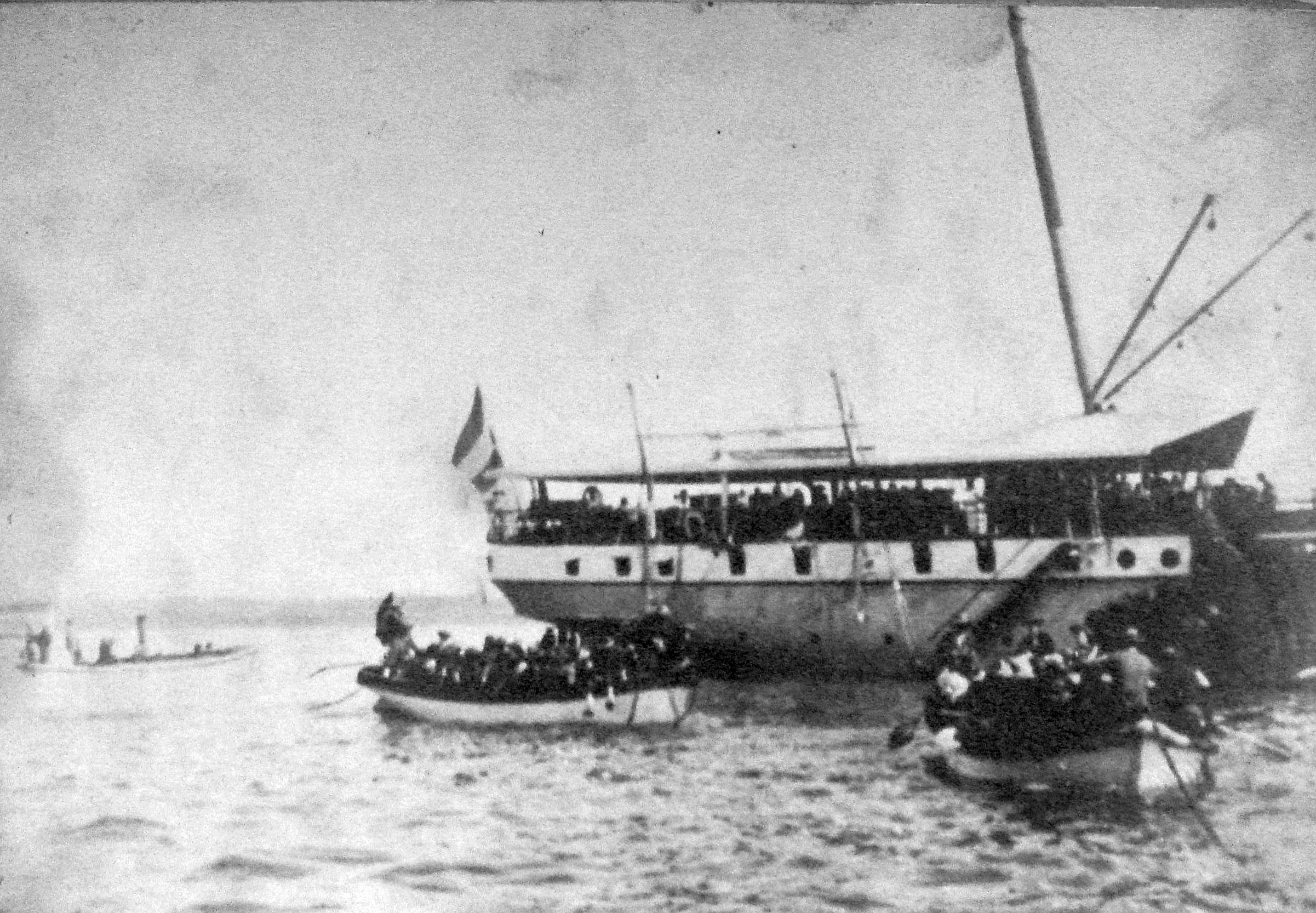
Nach drei Bali-Kriegen (1846–1849) landeten die Niederländer 1906 erneut auf der Insel und eroberten sie 1908 endgültig

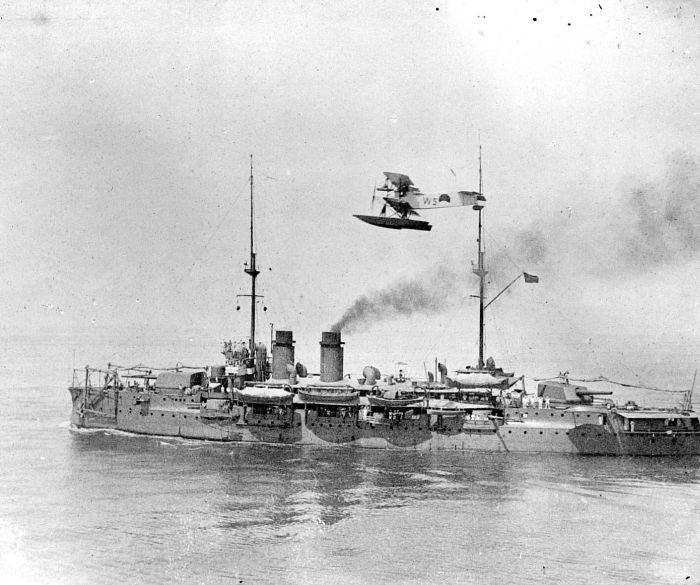
Auf der „De Zeven Provinciën“ kam es 1933 zu einer Meuterei niederländischer und indonesischer Mannschaften. Nach einem Luftangriff kapitulierten die Meuterer.

Mit der Aufteilung der in Texel und Antwerpen ankernden Reste der französischen Flotte entstand 1815 die Marine des neugeschaffenen Vereinigten Königreichs der Niederlande (Koninklijke Nederlandse Zeemacht).  Schon 1816 nahmen niederländische Kriegsschiffe auf der Seite der Royal Navy an der Bombardierung Algiers teil, ebenso 1864 am Bombardement von Shimonoseki. In den Jahren 1869/70 unternahm die niederländische Marine eine Strafexpedition an die afrikanische Goldküste, seit 1873 unterstützte sie die sich über vier Jahrzehnte hinschleppende Eroberung Acehs auf Sumatra.
Nach dem Abfall Belgiens zählte die niederländische Marine 1834 kaum noch 7.000 Mann mit insgesamt nur noch 153 größeren und kleineren Kriegsschiffen davon 9 Linienschiffe und 23 Fregatten (anderen Angaben zufolge 1837 dann schon wieder 12 Linienschiffe und 40 Fregatten), 17 Korvetten, 16 Briggs und 2 Dampfschiffe. Als erstes dampfgetriebenes Kriegsschiff stellte die niederländische Marine im Jahr 1826 das mit zwei 12-Pfünder-Geschützen bewaffnete Raddampfkanonenboot Curaçao, einen Segeldampfer, in Dienst. Der Raddampfer überquerte 1827 als erstes niederländisches Dampfschiff den Atlantik (Fahrt von Rotterdam nach Niederländisch-Guayana). Neben der Heimatflotte existierte seit 1838 ein selbständiges Geschwader speziell für den Dienst in Niederländisch-Indien – so wie schon die Niederländische Ostindien-Kompanie bis 1799 eine eigene Flotte unterhalten hatte. Bis 1846 wurden zunächst 10 Dampfschiffe eingeführt, 1860 waren schon 42 Dampfer im Dienst, 1877 dann 87 Dampfer mit 386 Geschützen. Seit Anfang der 1890er Jahre begann die Marine mit dem Bau moderner Panzer- bzw. Panzerdeckschiffe, 1906 wurde das erste U-Boot in Dienst gestellt. Nach der Blockade venezolanischer Häfen und der Wegnahme einiger venezolanischer Schiffe im Jahr 1908 blieb die Niederländische Marine während des Ersten Weltkriegs neutral.
Am Vorabend des Zweiten Weltkriegs umfasste sie 3 alte Küstenpanzerschiffe, 3 kleine Kreuzer, 8 Zerstörer und 27 U-Boote. Ein Schlachtkreuzerprojekt von 1939 wurde 1940 abgebrochen. Angesichts des deutschen Überfalls entzogen sich die niederländischen Kriegsschiffe dem deutschen Zugriff durch Verlegung in britische Häfen. 1941 waren in Niederländisch-Indien (Indonesien) 3 Kreuzer, 6 Zerstörer und 13 U-Boote stationiert. Als Teil der alliierten ABDA-Flotte wurde das indische (indonesische) Geschwader in der Schlacht in der Javasee (1942) von der japanischen Marine vernichtet, nach dem Krieg jedoch wurde die gesamte niederländische Flotte mit britischer Hilfe wiederaufgebaut. Letztlich konnte aber auch niederländische Kanonenbootpolitik (u. a. mit dem von Großbritannien erworbenen Flugzeugträger „Karel Doorman“) den Verlust des niederländischen Kolonialreichs in Indonesien nicht verhindern (1949/1963).

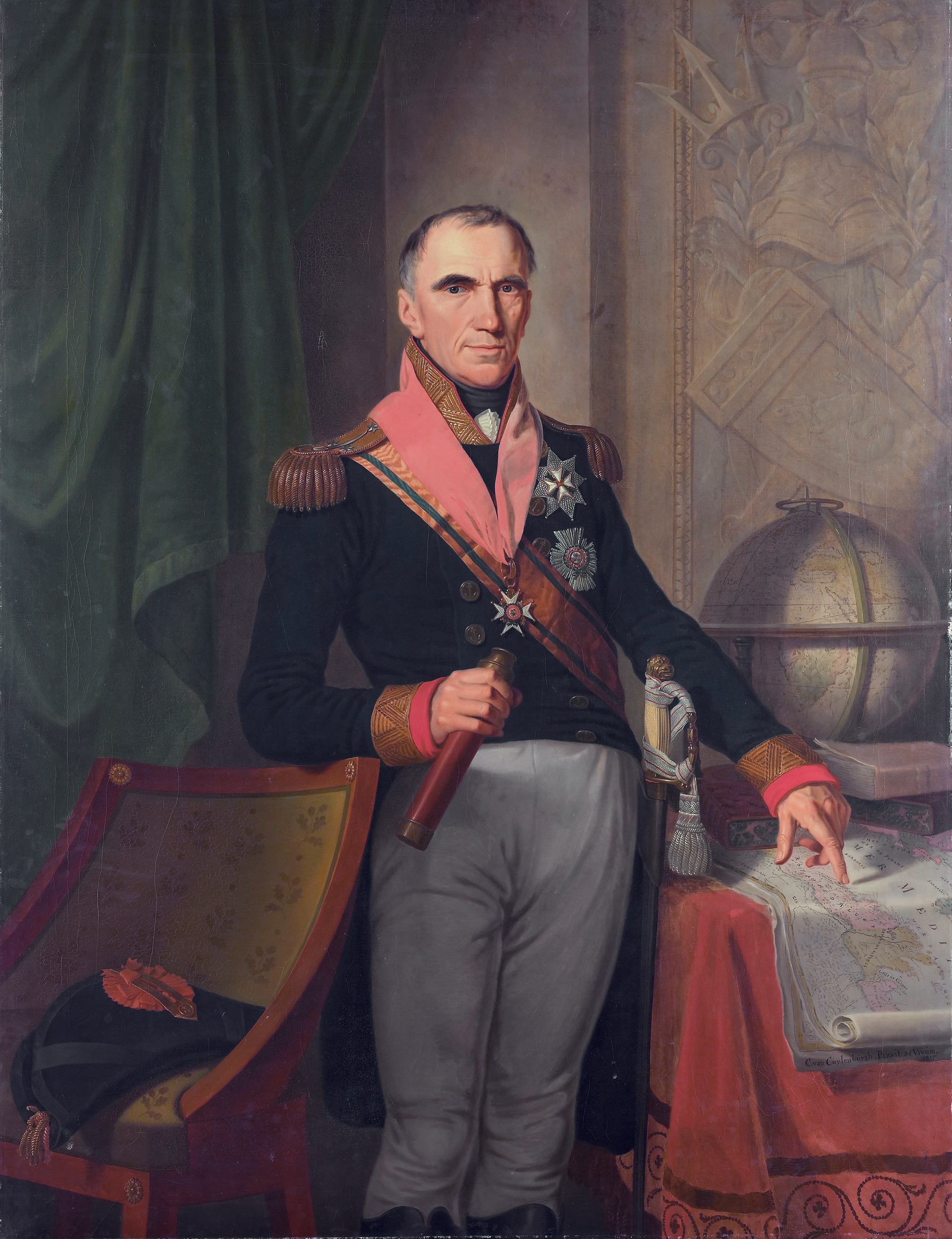
Admiral van Capellen übergab 1799 einen Teil der Flotte den Briten und bombardierte 1816 Algier
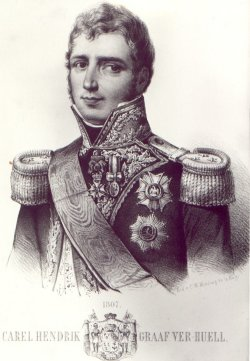
Admiral Verhuell kämpfte gegen die Briten und verteidigte Den Helder bis 1814 für die Franzosen
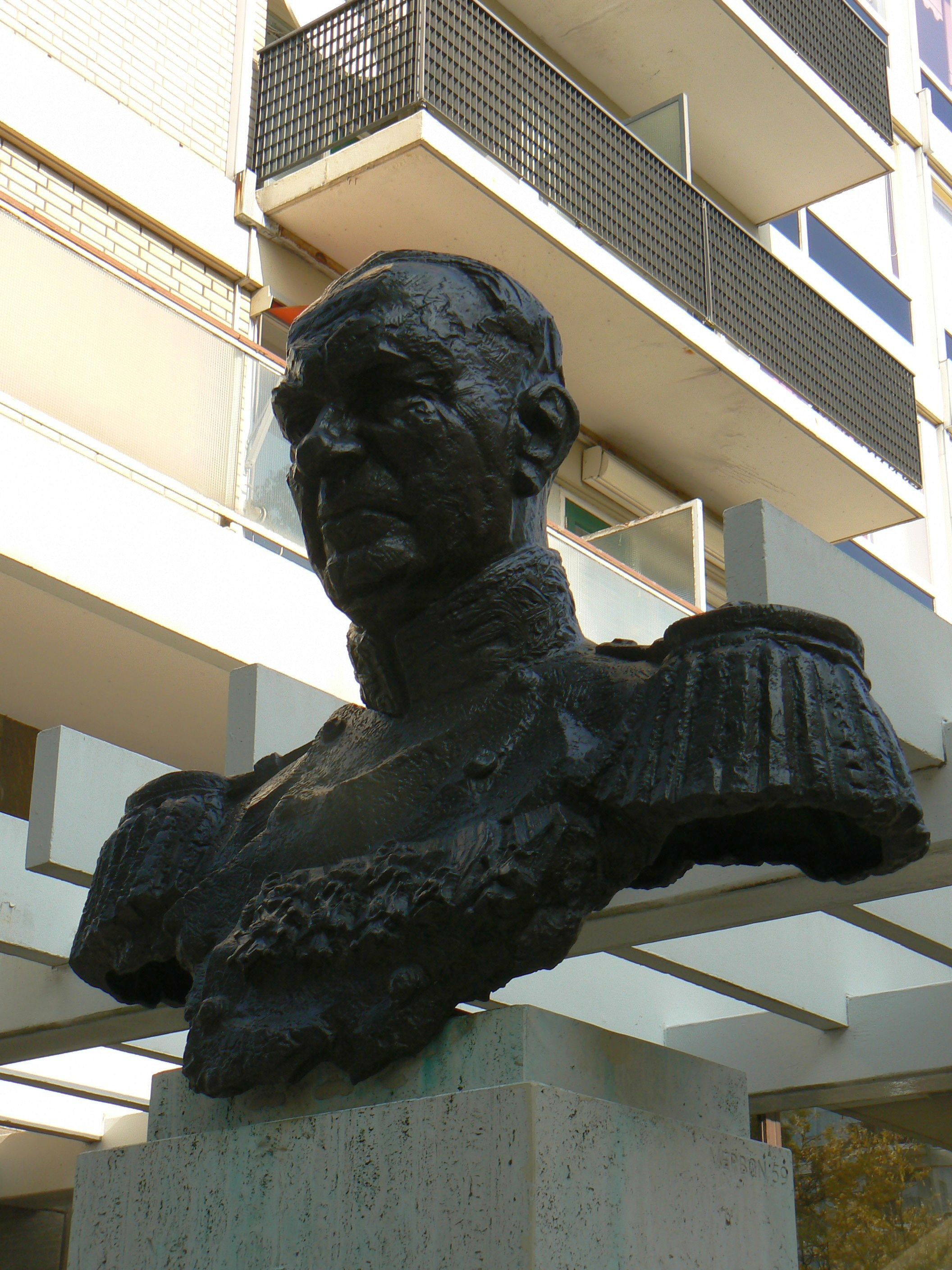
Admiral Doorman fiel 1942 im Kampf gegen Japan, der einzige Flugzeugträger wurde nach ihm benannt

Innerhalb der NATO sind die niederländischen Seestreitkräfte den Oberkommandos Atlantik (ACLANT) und Ärmelkanal (ACCHAN) unterstellt und sind zum Schutz der Seeverbindungen im Ärmelkanal sowie zur Erringung der Seeherrschaft in der Nordsee vorgesehen. Einheiten der Marineinfanterie sind als Reserve dem NATO-Kommando Nordeuropa zugeordnet. Niederländische Kriegsschiffe sind seit 1969 Teil der ständigen Einsatzgruppe Standing NATO Maritime Group 1. Darüber hinaus wahrt die niederländische Kriegsmarine besondere seestrategische Interessen in der Karibik (Antillen) und anderen außereuropäischen Räumen. Niederländische Kriegsschiffe waren 1987/88 und 1990/91 auch im Persischen Golf im Einsatz.
Nach dem Ende des Kalten Krieges verlor die Niederländische Marine ihre Hauptaufgabe, gemeinsam mit Deutschen und Briten einen Durchbruch der sowjetischen Marine von Nordosten in den Nordatlantik zu verhindern. Die nötige Modernisierung bei gleichzeitig gesunkener politischer Bereitschaft zu Investitionen in das Militär versuchten die Niederlande durch verstärkte Kooperationen mit europäischen Partnern umzusetzen. So wurde unter dem Namen Benesam eine Marine-Kooperation mit Belgien geschlossen. Die amphibischen Transportdocks der Rotterdam-Klasse wurden gemeinsam mit Spanien entwickelt, Flugabwehrfregatten zusammen mit Deutschland und Spanien. Diesen Rahmen nutzten die Niederlande, um die eigene Rüstungsindustrie besonders in der Schiffsausstattung konkurrenzfähig zu halten. Dennoch erfolgte eine massive Verkleinerung des Schiffsbestands. So wurden zwischen den Jahren 2000 und 2010 17 große Überwassereinheiten außer Dienst gestellt und in dieser Größenklasse lediglich durch vier Fragatten der De-Zeven-Provinciën-Klasse ersetzt. 2005 wurden die Patrouillenflugzeuge vom Typ P3C Orion an Deutschland verkauft und nicht mehr ersetzt. Für Operationen in großer Entfernung vom Mutterland mit geringer Konfliktintensität wurde vom Ende des Jahrzehnts an die Holland-Klasse in Dienst gestellt.
Seit 2008 beteiligten sich niederländische Kriegsschiffe innerhalb der NATO an der Operation Allied Provider, der Operation Allied Protector und der Operation Ocean Shield bzw. an der EU-Operation Atalanta am Kampf gegen die Piraterie vor der Küste Somalias.